# Bâton de Bon-Plaisir Cerclé d'Or

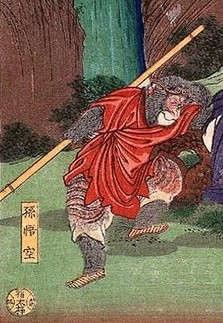
Le Roi singe avec son bâton (dessin de 1864).

Le bâton de Bon-Plaisir Cerclé d'Or (en chinois : 如意金箍棒 ; pinyin : rúyì jīngū bàng), aussi connu sous le nom de Ruyi Bang ou Jingu Bang, est le nom poétique d'un bâton magique brandi par le roi-singe Sun Wukong dans le roman classique chinois du XVIe siècle La Pérégrination vers l'Ouest.
Malgré sa taille manipulable, il est excessivement lourd, avec un poids de près de huit tonnes. Il est également doté du pouvoir de rétrécir ou grandir à volonté, ainsi que celui de se dupliquer à l'infini. Lorsqu'il ne l'utilise pas, le Roi singe le réduit à la taille d'une aiguille et le range dans son oreille.
Le bâton apparaît dans Dragon Ball en tant qu'arme de Sangoku. À la différence du roman, le bâton du manga  d'Akira Toriyama n'est pas particulièrement lourd, ne peut pas se dupliquer, et ne peut qu'allonger ou rétrécir sa longueur, et non pas augmenter ou réduire de volume.

## Origine et description générale
Le bâton apparaît pour la première fois dans le troisième chapitre lorsque le Roi singe se rend dans le royaume sous-marin d'Ao Guang (敖廣), le Roi-dragon de la mer de l'Est, à la recherche d'une arme magique à la hauteur de sa force et de ses compétences. Lorsque toutes les armes magiques traditionnelles (épées, lances et hallebardes pesant des milliers de kilos chacune) ne répondent pas à ses désirs, la Reine-dragon suggère à son mari de donner à Sun un pilier de fer inutile prenant de la place dans leur trésor. Il affirme que l'objet avait commencé à produire de la lumière céleste quelques jours auparavant et en conclut que le singe est destiné à le posséder. Le roman n'explique jamais comment le pilier a été fabriqué, mais seulement qu'il a été utilisé à l'origine par Yu le Grand pour mesurer le niveau de la crue des hautes eaux en des temps immémoriaux.
Le bâton est initialement décrit comme un pilier de fer noir de 6 mètres de haut et de la largeur d'un tonneau. Ce n'est que lorsque le Roi singe le soulève et suggère qu'une taille plus petite serait plus pratique que le pilier se conforme à ses souhaits et rétrécit. Après cela, il n'est qu'un peu plus grand que lui et aussi épais qu'un bol de riz. C'est à ce moment-là que Sun Wukong voit que l'arme est entourée d'un anneau d'or à chaque extrémité, et aborde également une inscription indiquant « Bâton de Bon-Plaisir Cerclé d'Or. Poids : treize mille cinq cents jin » (如意金箍棒重一萬三千五百斤). L'inscription indique que le bâton suit les ordres de son propriétaire, rétrécit ou grandit selon son envie, peut se dupliquer, et qu'il est immensément lourd, pesant 7 960 kg.

## Précédente apparition dans la littérature
La plus ancienne édition de la Pérégrination vers l'Ouest, une version du Kōzanji datant du XIIIe siècle durant la dynastie Song, diverge sur de nombreux points de la version finale publiée sous les Ming. Par exemple, l'épisode dans lequel le Roi singe acquiert le bâton est complètement différent, tout comme le bâton lui-même. Sun Wukong emmène le moine Tang Sanzang au paradis pour rencontrer le dieu suprême Mahabrahma Deva (en). Après que le moine ait impressionné les dieux avec sa conférence sur le Sūtra du Lotus,  le singe reçoit un bâton de moine doré (entre autres objets) comme arme magique contre les maux auxquels ils seront confrontés lors de leur voyage en Inde. Sun utilise plus tard le bâton lors d'un combat contre une femme vêtue de blanc qui se transforme en démon tigre. Il transforme le bâton en un Yaksha titanesque aux cheveux roux et à la peau bleue armé d'une massue, démontrant que le prédécesseur du bâton de Bon-Plaisir Cerclé d'Or a plus de capacités magiques:32, 35.
Une arme antérieure au bâton de la version Ming est mentionnée brièvement au début du conte. Le Roi singe indique que la Reine-mère de l'Ouest l'a fouetté avec un « bâton de fer » (鐵棒) sur ses côtés gauche et droit pour avoir volé 10 pêches dans son jardin céleste. Il emprunte plus tard ce bâton pour l'utiliser en tandem avec le bâton du moine pour combattre 9 dragons:37–38. Les anneaux de ce dernier peuvent avoir influencé les anneaux du premier:38.

## Dans la culture populaire

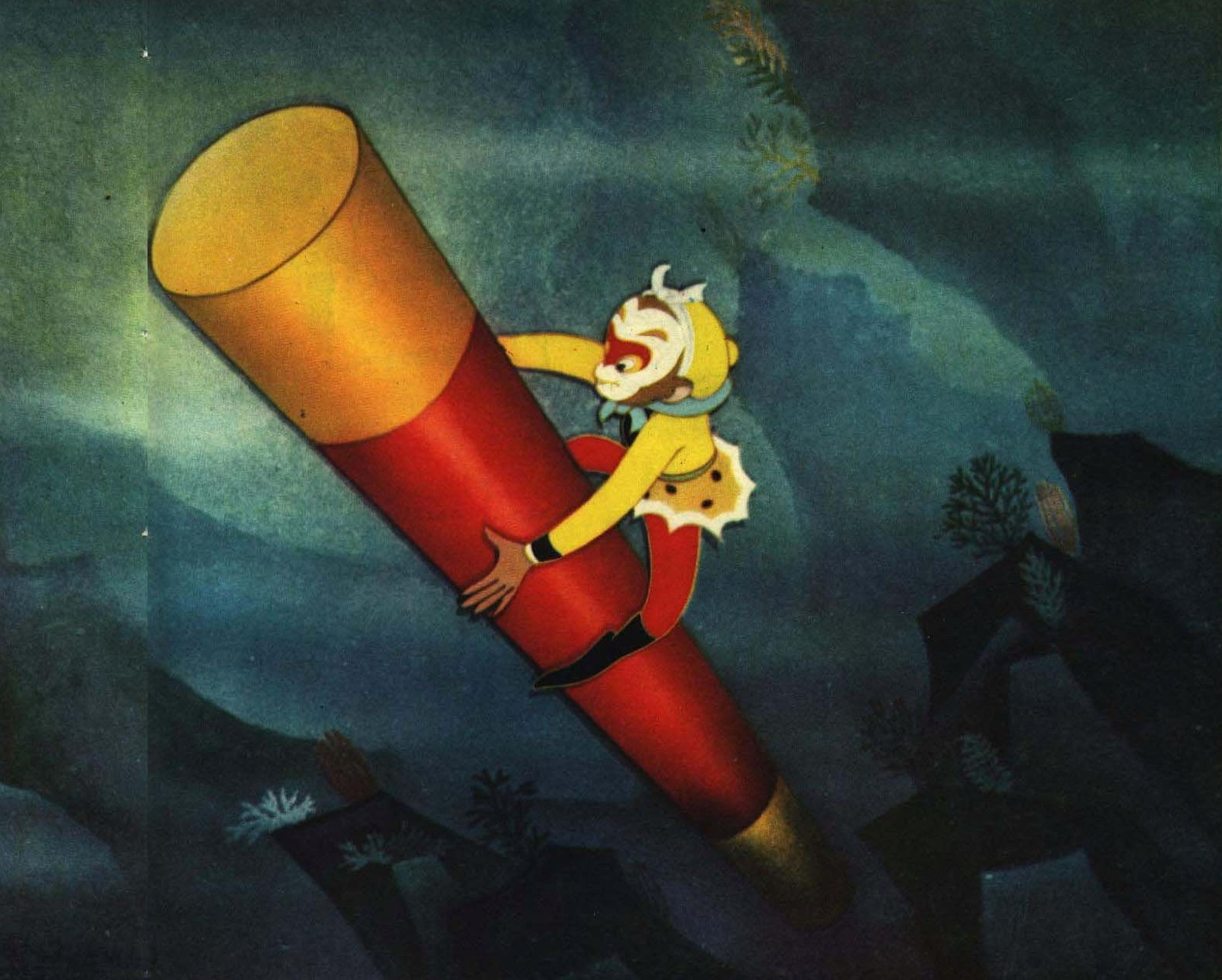
Sun Wukong ayant fait grandir son bâton dans le dessin-animé Le Roi des singes (années 1960).

- Dans le manga Dragon Ball, le bâton magique de Son Goku (lui-même inspiré de Sun Wukong) est basé sur celui du Roi singe[6]. Comme son homologue littéraire, il peut beaucoup se rallonger, ce qui l'aide pendant les combats. Cependant, il ne peut pas se dupliquer. Le bâton lui est donné par son grand-père adoptif, Son Gohan ,un humain qui le recueille enfant et lui enseigne les arts martiaux[7].
- Dans Naruto, le bâton de Bon-Plaisir Cerclé d'Or a également inspiré la transformation spécialisée (henge) du Roi-Singe Enma, l'invocation personnelle du 3e Hokage, Hiruzen Sarutobi, en Kongō Nyoi.
- Dans le webtoon et anime coréen The God of High School, le protagoniste Jin Mo-Ri, qui est Sun Wukong, brandit le bâton.
- Dans le jeu-vidéo Warframe, l'un des personnages jouables (warframes) s'appelle Wukong et invoque un bâton extrêmement puissant comme capacité ultime. Lors de son utilisation, le bâton varie en longueur et en épaisseur. Wukong peut également se dupliquer et utiliser un nuage pour voyager plus rapidement (en référence à jindou yun, 筋斗雲[8]).